# Відношення маса/світність
Відношення маса/світність — часто вживана в астрофізиці та фізичній космології величина, яка визначається як відношення маси речовини в певному об'ємі до його світності. Зазвичай при цьому розглядається об'єм в межах галактики або скупчення налактик. Вживаним позначенням для відношення маса/світність є грецька літера іпсилон, ϒ, а найпоширенішою одиницею вимірювання є таке відношення для Сонця (ϒ☉): сонячна маса M☉, поділена на сонячну світність L☉, тобто, ϒ☉= M☉/L☉ = 5133 кг/Вт. Для галактик і скупчень відношення маса/світність набагато більше за ϒ☉ — це пов'язано з тим, що більша частина маси в цих об'єктах міститься не в зорях, а у формі темної матерії.
Світність для вимірювання відношення отримують із фотометричних спостережень, вносячи корекцію на міжзоряне поглинання. Якщо світність виміряна тільки в обмеженому спектральному діапазоні, то її доводиться екстраполювати, застосовуючи або степеневий закон, або модель абсолютно чорного тіла. Отримана таким чином світність, проінтегрована за всіма довжинами хвиль, відома як болометрична світність.
Маси часто визначаються з динаміки віріалізованої системи або за допомогою гравітаційного лінзування.
Типове відношення маса/світність для галактик коливається від 2 до 10 ϒ☉, тоді як на найбільших масштабах (для всього спостережуваного Всесвіту), відповідно до стандартної космологічної моделі, воно становить близько 100 ϒ☉.